# Blepharicera jordani
Blepharicera jordani är en tvåvingeart som först beskrevs av Kellogg 1903.  Blepharicera jordani ingår i släktet Blepharicera och familjen Blephariceridae.
Artens utbredningsområde är Kalifornien. Inga underarter finns listade i Catalogue of Life.